# Таркингтон, Бут
Ньютон Бут Таркингтон (в некоторых переводах Таркинтон, англ. Newton Booth Tarkington, 29 июля 1869 — 19 мая 1946) — американский писатель, чье творчество очень высоко ценилось в США в первой половине XX века. Один из трёх писателей, наряду с Уильямом Фолкнером и Джоном Апдайком, получивших Пулитцеровскую премию за художественную книгу более одного раза. До 1960 года произведения Таркингтона были экранизированы 57 раз, после этого — только однажды. Русскому читателю известен трилогией о 12-летнем Пенроде Скофилде, ориентированной на читателей примерно такого же возраста.

## Биография
Родился в Индианаполисе, штат Индиана в богатой семье. Его дядей по матери был губернатор Калифорнии Ньютон Бут (именно в его честь и назвали будущего писателя), другим родственником был мэр Чикаго Джеймс Вудворт.
Бут Таркингтон учился сперва в средней школе в Индианаполисе, затем — в частной школе-интернате (Академия Филлипса в Эксетере) на Восточном побережье. Некоторое время учился в университете Пердью (позже стал его почётным доктором и меценатом), затем в Принстоне, где подружился с будущим президентом США Вудро Вильсоном. Был популярен среди соучеников, которые называли его «Тарк». Университет он не окончил, однако позже стал его почётным доктором. Был также почётным доктором Колумбийского университета.
Таркингтон придерживался консервативных взглядов, практически все его произведения посвящены родному Среднему Западу США. Один из самых известных его романов — «Великолепные Эмберсоны», был экранизирован Орсоном Уэллсом.
Таркингтон был дважды женат, имел единственную дочь, которая рано умерла. В конце жизни из-за проблем со зрением диктовал работы секретарю. Жил в Индиане и на побережье, в штате Мэн. Похоронен на родине.

## Переводы на русский язык
Таркинтон Бус. Пенрод и Сэм /пер. Марины Батищевой. М.: Изд-во "ЭНАС-КНИГА", 2016.
Таркинтон Бус. Нежная Джулия /пер. Галины Эрли. М.: Изд-во "ЭНАС-КНИГА",2023.
Таркинтон Бус. Флирт /пер. Галины Эрли. М.: Изд-во "ЭНАС-КНИГА",2025.